# アーロン・アシュモア
アーロン・リチャード・アシュモア（Aaron Richard Ashmore、1979年10月7日 - ）は、カナダの俳優である。
テレビドラマ『ヤング・スーパーマン』のジミー・オルセン役で知られる。
俳優のショーン・アシュモアは双子の弟。

## 略歴
ブリティッシュコロンビア州リッチモンドで生まれ、10歳の時に家族でアルバータ州エドモントンに移ると、双子の弟のショーンとともにスカウトされてテレビコマーシャルの仕事をするようになり、その後、家族でオンタリオ州ブランプトンに移ると、そこで高校に通いながらコマーシャルの仕事も続け、高校卒業後に俳優として本格的に活動を始める。
ショーンとは双子役で共演することもあるが、俳優としてそれぞれ個別に活動している。
なお、ショーンの出世作ともなったテレビシリーズ『Animorphs』では1998年にショーンの代役を務めたことがある。
また、アーロンが1人2役の双子役で主演した2004年の映画『My Brother's Keeper』ではショーンが双子の代役を務めている。
本人曰く、ショーンはナイスガイ役が多いが、自分自身はいじめっ子（bully）役が多いとのこと。
主にテレビドラマ（テレビ映画を含む）を中心に活動しており、映画の出演作品は多くなく、日本で劇場公開された映画は少ない。

## 私生活
2014年に結婚したゾーイ・ケイトとの間に2016年に娘が生まれている。

## 主な出演作品

### テレビ
- アー・ユー・アフレイド・オブ・ザ・ダーク? Are You Afraid of the Dark? (1993, 2000) ※別の役で2回ゲスト出演
- ラブレター/永遠の愛 Love Letters (1999)
- ニキータ La Femme Nikita (2000)
- ダーク・インフェルノ Blackout (2001)
- スラム・ジャスティス Conviction (2002) ※WOWOW放映時のタイトルは『不良サミット〜スラムに平和を〜』
- ペンタゴン文書/合衆国の陰謀 The Pentagon Papers (2003)
- セパレート・ピース/友情の証 A Separate Peace (2004) ※スターチャンネル放映時のタイトルは『セパレートピース/青春秘密結社』
- ヴェロニカ・マーズ Veronica Mars (2004-2006)
- ザ・ホワイトハウス The West Wing (2005)
- ミッシング -サイキック捜査官- 1-800-Missing (2005-2006)
- ヤング・スーパーマン Smallville (2006-2009, 2011)
- CSI:ニューヨーク CSI: NY (2010)
- プライベート・プラクティス Private Practice (2010)
- ザ・プロテクター/狙われる証人たち In Plain Sight (2010-2012)
- FRINGE/フリンジ Fringe (2010)
- リスナー 心を読む青い瞳 The Listener (2011)
- ウェアハウス13 〜秘密の倉庫 事件ファイル〜 Warehouse 13 (2011-2014)
- XIII -サーティーン- XIII: The Series (2011)
- ロスト・ガール Lost Girl (2011-2012)
- KILLJOYS/銀河の賞金ハンター Killjoys (2015-継続中)
- 刑事カーディナル 過去からの報せ Cardinal (2019)
- ロック&キー Locke & Key (2020)

### 映画
- マンハッタン・ラブ/女と男のいい関係 Married to It (1991) ※日本劇場未公開
- ザ・スカルズII/髑髏（ドクロ）の紋章 The Skulls II (2002) ※オリジナルビデオ
- パロアルト・グラフィティ Palo Alto, CA (2007) ※日本劇場未公開
- デフロスト The Thaw (2009) ※日本劇場未公開
- リグレッション Regression (2015)
- No.22 怒りのチェイサー 22 Chaser (2018) ※日本劇場未公開、WOWOWにて放映
- リベンジャーズ 命の奪還 The Retreat (2021)